# Ficus itoana
Ficus itoana är en mullbärsväxtart som beskrevs av Friedrich Ludwig Diels. Ficus itoana ingår i släktet fikonsläktet, och familjen mullbärsväxter. Inga underarter finns listade i Catalogue of Life.